# Слабиняк, Георгий Александрович
Георгий Александрович Слабиняк (1907—1976) — советский актёр театра и кино, народный артист РСФСР (1968).

## Биография
Георгий Слабиняк родился 30 мая 1907 года в Краснодаре.
В 1935 году окончил ГИТИС, после чего поступил на работу во Фрунзенский русский театр. В 1937 году перешёл в Саратовский театр драмы, где работал до 1950 года. Во время Великой Отечественной войны Георгий Слабиняк трижды в составе фронтовых концертных бригад выезжал в действующую армию.

В январе 1942 г. на Юго-Западный фронт выехала бригада саратовских артистов, состоявшая из работников местных театров, филармонии, цирка, МХАТа имени М. Горького (руководитель — артист драмтеатра им. К. Маркса Г. А. Слабиняк). За 53 дня работы на фронте актёры этой бригады провели 122 концерта в воинских частях, полевых госпиталях, прифронтовых городках и посёлках.

С 1950 года и до конца жизни Георгий Слабиняк служил в театре имени Моссовета.
Георгий Александрович Слабиняк умер 4 мая 1976 года в Москве. Похоронен на Кунцевском кладбище.

## Признание и награды
- Заслуженный артист РСФСР (1954)
- Народный артист РСФСР (1968)[1]

## Творчество

### Роли в театре

#### Саратовский театр драмы
- 1944 — «Бесприданница» А. Н. Островского. Режиссёр: Андрей Ефремов — Василий Данилыч Вожеватов[4]
- «Лев Гурыч Синичкин» Д. Т. Ленского. Режиссёр: Григорий Несмелов — Фёдор Семёнович Борзиков[5]
- 1945 — «Последняя жертва» А. Н. Островского. Режиссёр: Андрей Ефремов — Лука Герасимович Дергачёв[4]
- «Кочубей» А. А. Первенцева — Кочубей[1]

#### Театр имени Моссовета
- «Шторм» В. Н. Билль-Белоцерковского — Братишка
- «Сомов и другие» М. Горького — Крыжов

### Фильмография
- 1951 — Пржевальский — Телешов.
- 1955 — Мексиканец — Робертс
- 1956 — Они были первыми — дядя Андрей
- 1957 — Новый аттракцион — Пётр Егорович Захаров, смотритель за зверями в цирке
- 1960 — Девичья весна — Сергей Иванович, помощник капитана
- 1961 — Любушка — хозяин чайной
- 1965 — Лебедев против Лебедева — Валерьян Борисович Баров, сосед Лебедева по квартире
- 1967 — Дубравка — Илья Фомич, отчим Коли
- 1967 — Деревенский детектив — Виталий Паньков, отец братьев